# アシュヴィン・ツア・リッペ＝ビースターフェルト

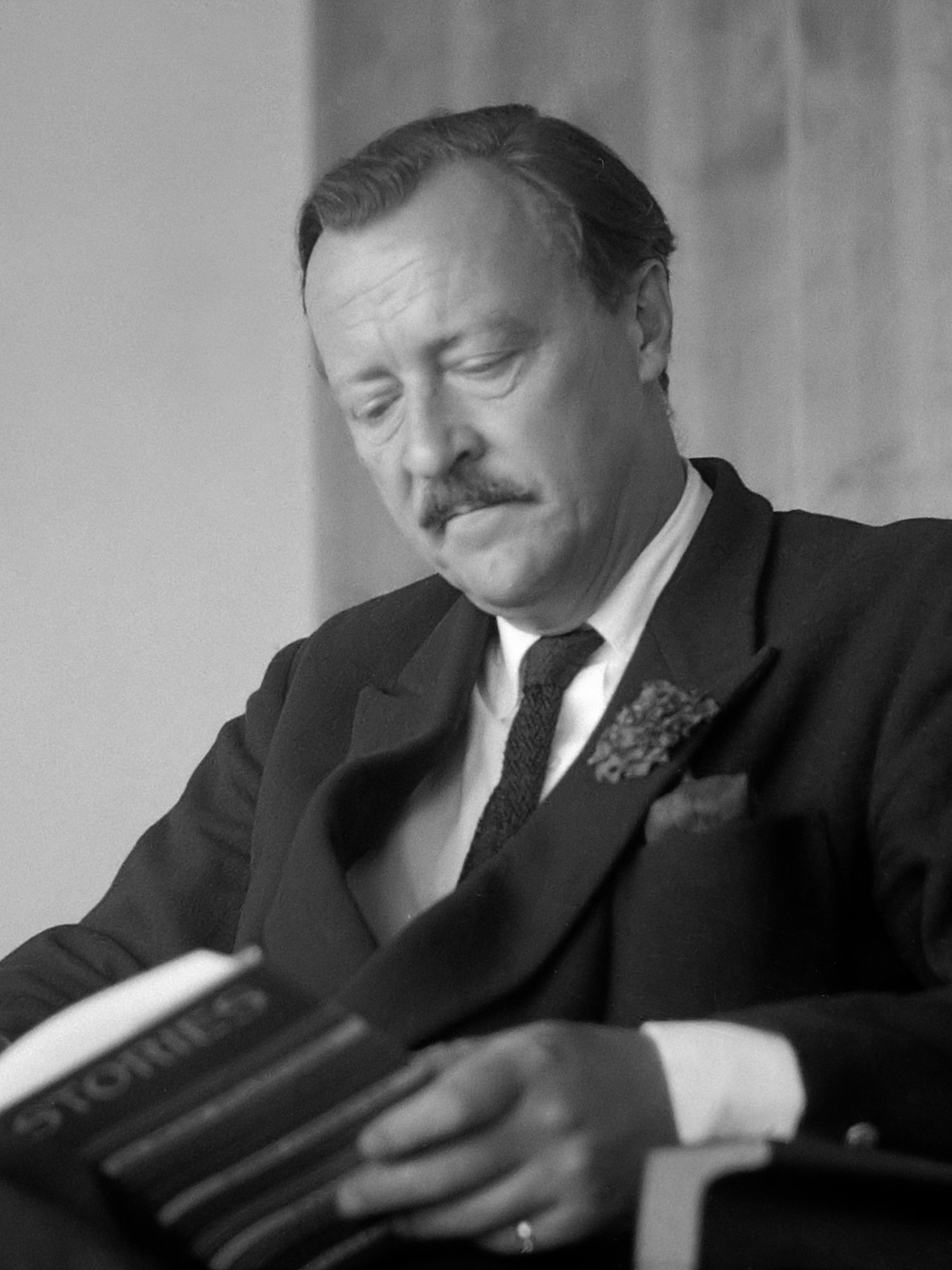
リッペ＝ビースターフェルト侯子アシュヴィン、1961年

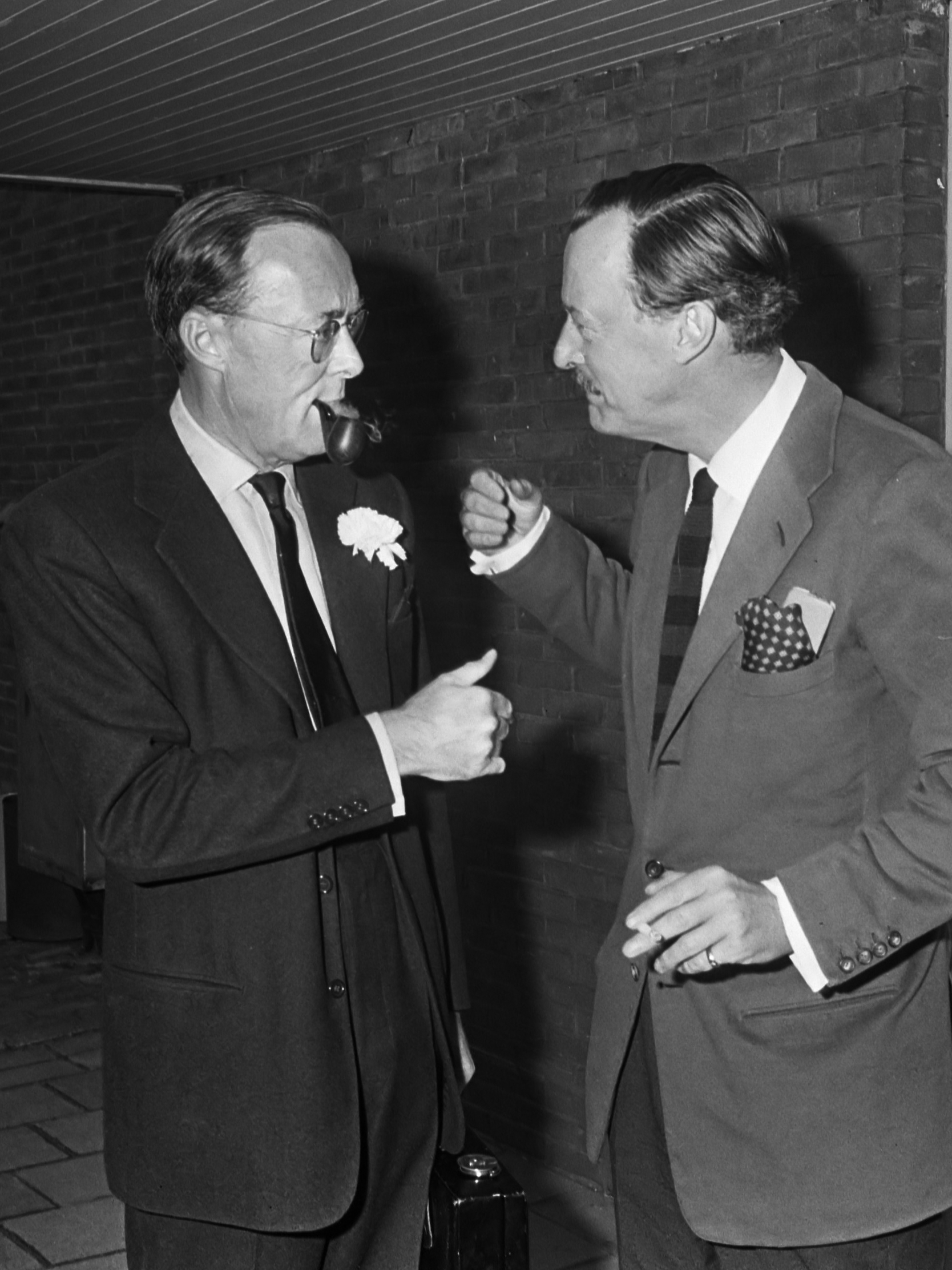
アシュヴィンと兄ベルンハルト、1966年

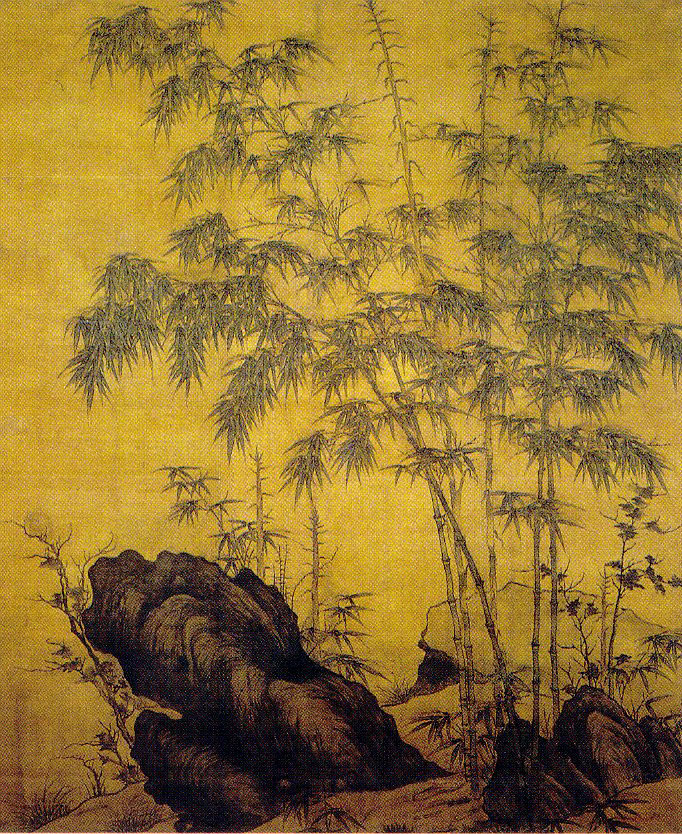
李衎『竹石図』

アシュヴィン・ツア・リッペ＝ビースターフェルト（Aschwin Prinz zur Lippe-Biesterfeld, 1914年6月13日 イェーナ - 1988年5月14日 デン・ハーグ）は、ドイツの東洋美術史学者。アメリカ合衆国のニューヨーク・メトロポリタン美術館に学芸員として長く勤務した。オランダ女王ユリアナの義弟にあたる。

## 生涯
リッペ侯レオポルト4世の弟ベルンハルトと、その妻アルムガルト・フォン・クラム男爵令嬢の間の次男として生まれた。全名はエルンスト・アシュヴィン・ゲオルク・カロル・ハインリヒ・イグナツ（Ernst Aschwin Georg Carol Heinrich Ignatz）である。 両親の婚姻は当初、リッペ侯家家憲に抵触する貴賤結婚と見なされたため、アシュヴィンと兄ベルンハルトは母に授けられたビースターフェルト伯爵の姓を名乗った。しかし、1916年に伯父レオポルト4世の裁可で両親の結婚が対等結婚と見なされると、母、兄とともにリッペ＝ビースターフェルト侯子の称号および諸侯家の殿下の敬称を許され、正式なリッペ侯家の成員に加えられた。
両親や兄と一緒に、ノイマルク地方のレッケンヴァルデ（現ポーランド領ルブシュ県ヴォイノヴォ）の母の所領で育った。1933年のナチ党の権力掌握後、アシュヴィンは政権党国家社会主義ドイツ労働者党（NSDAP）に対する共感を隠そうとしなかった。1937年5月1日にナチ党に入党して同党の585万4038番目の党員となり、またドイツ国防軍の将校となった。
第二次世界大戦中は東洋美術の研究に没頭し、1942年11月にベルリンのフリードリヒ・ヴィルヘルム大学から人文学博士号を受けた。学位論文は13世紀元朝の画家李衎の『竹石図』を主題とするものだった。博士号取得後はケルン市立東洋美術館中国絵画部門の学芸員となる。1945年にドイツを出国し、1949年にアメリカ合衆国・ニューヨークのメトロポリタン美術館極東芸術部門に研究助手として採用され、1973年に退職するまで長く同美術館に勤務する。同職にある間、中国絵画および南アジア・東南アジアの仏教彫刻に関する研究記事を定期的に発表し続けた。
1951年9月11日にロンドンにおいて、フランス人海軍士官の娘シモーヌ・アルヌー（1915年 - 2001年）と結婚した。この結婚により、アシュヴィンはシモーヌがドイツ人の前夫ヴォルラート・フォン・ヴァッツドルフとの間にもうけた2人の息子の継父となるが、実子には恵まれなかった。アシュヴィンは1969年に生まれた甥孫のオランダ王子コンスタンティンの洗礼の代父を務めた。
第二次世界大戦後、アシュヴィンはナチ党シンパとの関係を断ち切ったにもかかわらず、ナチ党との関係は兄ベルンハルト同様に取り沙汰され続けた。1970年代、パーキンソン病に苦しんでいたアシュヴィンは兄の懇願でオランダに移住し、同国で余生を送った。

## 書誌目録
- Ernst Aschwin, Prinz zur Lippe-Biesterfeldt, 'Li K'an und seine "Ausführliche Beschreibung des Bambus": Beiträge zur Bambusmalerei der Yüan-Zeit', Ostasiatische Zeitschrift, Neue Folge 4 (1942/43), pp. ??-??.
- 'A Gift of Chinese Bronzes', The Metropolitan Museum of Art Bulletin, New Series 9 (dec 1950), pp. 97-107.
- 'Enjoying the Moon', The Metropolitan Museum of Art Bulletin, New Series 9 (mei 1951), pp. 230-235.
- 'A Christian Chinese Painter', The Metropolitan Museum of Art Bulletin, New Series 11 (dec 1952), pp. 123-128.
- 'The Waterfall', The Metropolitan Museum of Art Bulletin, New Series 12 (nov. 1953), pp. 60-67.
- 'The Hidden Treasures of China: A Visit to Formosa', The Metropolitan Museum of Art Bulletin, New Series 14 (okt 1955), pp. 54-60.
- 'Kung Hsien and the Nanking School', Oriental Art, New Series 2 (1956), pp. 21-9 en 4 (1958), pp. 159-70.
- 'The Edwin C. Vogel Collection of Chinese Porcelain', The Metropolitan Museum of Art Bulletin, New Series 16 (jan 1958), pp. 163-168
- 'The Sculpture of Greater India', The Metropolitan Museum of Art Bulletin, New Series 18 (feb 1960), pp. 177-192.
- 'A Dvaravati Bronze Buddha from Thailand', The Metropolitan Museum of Art Bulletin, New Series 19 (jan 1961), pp. 125-132.
- 'A Digression into Natural History', The Metropolitan Museum of Art Bulletin, New Series 20 (zomer 1961), pp. 25-27.
- 'Ch'en Hsien, Painter of Lohans', Ars Orientalis 5 (1963), pp. 255-258.
- 'Buddha and the Holy Multitude', The Metropolitan Museum of Art Bulletin, New Series 23 (mei 1965), pp. 325-335.
- 'Some Sculptural Motifs on Early Cālukya Temples', Artibus Asiae 29 (1967), pp. 5-24.
- The Freer Indian sculptures, Washington 1970.
- 'Divine Images in Stone and Bronze: South India, Chola Dynasty (c. 850-1280)', Metropolitan Museum Journal 4 (1971), pp. 29-79.
- 'Early Chālukya Icons', Artibus Asiae 34 (1972), pp. 273-330.
- 'Some South Indian Icons', Artibus Asiae 37 (1975), pp. 169-208.

## 引用
1. ↑  Petropoulos, Jonathan (2006). Royals and the Reich: The Princes von Hessen in Nazi Germany. New York: Oxford University Press. p. 3
82
2. 1 2 3  Stefanie Lampers (13 June 2013) 13 juni jarig: Aschwin zur Lippe-Biesterfeld. isgeschiedenis.nl
3. ↑  ザクセン王国財務大臣を務めた官僚ヴェルナー・フォン・ヴァッツドルフ（ドイツ語版）の孫。